# حادثة مقتل أوفير راحوم
مقتل أوفير رحوم هو هجوم وقع في 17 كانون الثاني (يناير) 2001، قام فيه فلسطينيون أعضاء في فصيل التنظيم التابع لفتح، بقتل طالب المدرسة الثانوية الإسرائيلي أوفير راحوم، البالغ من العمر 16 عامًا، في ضواحي رام الله.
تم التخطيط من قبل أمنة جواد منى البالغة من العمر 24 عامًا من بير نبالا. بعد عدة أسابيع أجرت فيها منى محادثات خاصة طويلة باللغة الإنجليزية مع رحوم من خلال برنامج المراسلة الفورية آيه سي كيو، والتي تنكرت خلالها في هيئة مهاجرة يهودية من المغرب تدعى سالي، تمكنت منى من كسب ثقته وجعله يقابلها في القدس، من المفترض أنها لأغراض رومانسية. عندما وصل للاجتماع، قادته عبر منطقة مراقبة الحدود إلى الأراضي الخاضعة للسيطرة الفلسطينية باتجاه منطقة منعزلة على مشارف رام الله حيث أطلق عليه فلسطينيون النار من مسافة قريبة، وكانت منى تقف جانبًا وتراقب.

## خلفية
وقالت أمنة جواد منى، التي اعتقلتها الشرطة الإسرائيلية في وقت لاحق، إنها قررت في يوم قتل جنديين إسرائيليين في رام الله في أواخر عام 2000 على يد حشد فلسطيني، اختطاف إسرائيلي وقتله. كانت منى حاضرة عند قتل الجنديين في رام الله، وقالت إنها «متحمسة» لما شاهدته. بعد فترة وجيزة، بدأت في الاتصال بالإسرائيليين على الإنترنت. تحدث منى مع العديد من المراهقين الإسرائيليين في غرف الدردشة ودخلت في قصة حب على الإنترنت مع رحوم. في محادثات على مدى عدة أشهر، ضغطت من أجل لقاء في القدس. عندما اقترح راحوم مكانًا أقرب إلى منزله، ادعت أنها ليس لديها سيارة لكنها وعدت بترتيب عودته بحلول الساعة 5 مساءً بتوظيف تلميحات جنسية، أقنعته بمقابلتها. قبل يومين من القتل، كتبت: «أنت لا تعرف كم أنتظر يوم الأربعاء». عندما التقيا، أقنعته بمرافقتها إلى رام الله.

## الحادثة

أوفير راحوم

في 17 كانون الثاني (يناير) 2001، التقت منى وراحوم في محطة الحافلات المركزية في القدس، وتحدثا لفترة وجيزة باللغة الإنجليزية، ثم ركبا سيارة أجرة متجهة إلى مفرق الرام. من هناك استقلوا سيارة من طراز فورد إسكورت تحمل لوحات ترخيص إسرائيلية، عبر الحدود إلى الأراضي الخاضعة للسيطرة الفلسطينية وفي اتجاه أطراف رام الله. عندما سأل راحوم منى عن سبب سفرهم عبر المناطق التي يسيطر عليها العرب، أجابت منى:«"هذا هو الحال في القدس التي تضم أحياء عربية ويهودية"».
الساعة 11:30، أوقفت منى السيارة في منطقة منعزلة على أطراف مدينة رام الله بجوار سيارة تحمل لوحات فلسطينية، في موقع تم اختياره مسبقًا مع الخلية الفلسطينية المسلحة. قفزت منى على الفور من السيارة، بينما خرج المسلحون، حسن القاضي وعبد الفتاح دوله، مسلحين بالبنادق، من سيارتهم وأطلقوا النار على راحوم من مسافة قريبة أكثر من 15 مرة، بينما كانت منى تقف جانباً طوال الوقت. مشاهدة. بعد ذلك ألقى المهاجمون جثة رحوم في صندوق السيارة وفروا إلى رام الله.
وقام منفذوا العملية بدفن جثة رحوم سرا في حي الطيرة برام الله.

### رواية أمنة جواد منى
قالت منى في مقابلة معها في 2003 أنها لم تكن تنوي قتل راحوم بل كانت تريد فقط إبعاده عن أهلة لمدة وذالك لأجل إثارة الرأي العام الإسرائيلي وجعل الأمهات الإسرائيليات يشعرن بجزء مما تشعر به الإمهات الفلسطينيات اللوات فقدن أبنائهن وأيضا لتكون رأي عام إسرائيلي يضغط على الحكومة لأجل إيقاف عمليات القتل أما مقتل راحوم فقد قام حسن القاضي بإطلاق النار على قدميه لإخافته فقط لتقوم قوات إسرائيلية متمركزة في تلال مجاورة قرب مستوطنة «بسغوت» بإطلاق النار ناحيتهم وإصابة راحوم أما بخصوص قولها على شاشات التلفاز أنها فخورة بما فعلته فكان قصدها أنها فخورة بأنها لم تلطخ يديها بدم راحوم وقد وجهت رسالة لوالدة أوفير ووضحت لها ماذا كانت تقصد.

## التحقيق
بعد أن لم يعد راحوم إلى المنزل من المدرسة، بدأت أسرته في البحث عنه، واكتشفت أنه لم يذهب إلى المدرسة في ذلك اليوم. بعد مزيد من التحقيق من قبل جهاز الأمن العام (الشاباك) الإسرائيلي ووحدة الجرائم الدولية الإسرائيلية، تبين أن راحوم تراسل مع منى عبر الإنترنت وأنها ضغطت على راحوم للقائه في القدس، وأنها وعدت بإقامة علاقات حميمة معه.
في غضون ذلك، تم مداهمة منزل منى في بير نبالا وتم اعتقال منى. ثم تم استجوابها في وقت لاحق من قبل الشاباك.
في 18 كانون الثاني، عثرت قوات الأمن الفلسطينية على جثة رحوم ونقلتها إلى مستشفى رام الله. بعد وقت قصير، تم نقل جثته إلى بلده.
على الرغم من رفض منى التعاون مع المحققين في البداية، إلا أنها انهارت بعد حوالي أربعة أسابيع وأعطت اعترافًا كاملاً بتورطها في عملية القتل، وكشفت عن هويات شركائها في العملية كبار عملاء فصيل التنظيم التابع فتح في منطقة رام الله. حسن القاضي وعبد الفتاح دوله من بيتونيا.

## بعد الحادثة
تسبب القتل في صدمة كبيرة بين الجمهور الإسرائيلي. وصرح رئيس الوزراء الإسرائيلي ووزير الدفاع إيهود باراك معتبراً أن الهجوم كان «جريمة شنيعة ارتكبها قتلة دنيئون تنقصها الكرامة الإنسانية. ولن تدخر قوات الأمن جهداً في الوصول إلى القتلة حتى تتم معاقبتهم بشدة». حضر الألاف جنازة راحوم التي أقيمت ظهر يوم 19 يناير في مقبرة عسقلان. تم بناء قبر راحوم على شكل كمبيوتر شخصي. كتب المندوب الإسرائيلي الدائم لدى الأمم المتحدة إلى الأمين العام للاحتجاج على ما إعتبره «أعمال الإرهاب الفلسطيني الأخيرة الموجهة ضد المدنيين الإسرائيليين».
حوكمت منى وأدينت بالقتل في فبراير 2003 وحُكم عليها بالسجن مدى الحياة. تم نقلها فيما بعد إلى سجن نفيه ترتسا في عام 2006 بعد مهاجمة نزيل آخر.
على الرغم من أن الحكومة الإسرائيلية قالت في البداية إن منى لن تكون جزءًا من الصفقة، تم إطلاق سراحها إلى غزة في 18 أكتوبر 2011 كجزء من تبادل الأسرى جلعاد شليط بين إسرائيل وحماس. منى تقيم الآن في المنفى في تركيا.

## لقاء محمود عباس ومنى
في 20 ديسمبر 2011، التقى الزعيم الفلسطيني محمود عباس بشكل خاص بمنى في أنقرة، حيث انتقدته إسرائيل. وقال عباس إن إطلاق سراح باقي الأسرى الفلسطينيين في إسرائيل يأتي على رأس جدول الأعمال الفلسطيني. وقال متحدث باسم الحكومة الإسرائيلية إن الحكومة الإسرائيلية «خاب أملها» من هذا القرار، وأنه «بدلاً من تعزيز السلام والمصالحة، يبدو أن القيادة الفلسطينية تضع ما إعتبرتهم القتلة المتطرفين على قاعدة التمثال. وهذا يثير تساؤلات جدية حول التزامهم ورغبتهم في إنهاء النزاع».